# Live in a Dive: Strung Out
Live in a Dive: Strung Out è un album live del gruppo punk rock Strung Out, pubblicato il 22 giugno 2003 dalla Fat Wreck Chords. All'interno del booklet del CD è raffigurato un mini-fumetto, disegnato e ideato da Jason Cruz e colorato da Nick Rubenstein.
Il CD è dedicato all'ex bassista Jim Cherry, scomparso del 2002.

## Tracce
1. Too Close to See
2. Monster
3. Ultimate Devotion
4. The Kids
5. Everyday
6. Population Control
7. Velvet Alley
8. Bring Out Your Dead
9. Rottin' Apple
10. Klawstraphobia
11. Lost Motel
12. Razor Sex
13. Support Your Troops
14. Barfly
15. Savant
16. Exhumation of Virginia Madison
17. In Harm’' Way
18. Don't Look Back
19. Cult of the Subterranean
20. Bark at the Moon
21. Matchbook

## Formazione
- Jason Cruz - voce
- Jake Kiley - chitarra
- Rob Ramos - chitarra
- Chris Aiken - basso
- Jordan Burns - batteria